# Марен, Хуан
Хуан Луис Марен Делис (исп. Juan Luis Marén Delís, род. 20 марта 1971, Сантьяго-де-Куба, Орьенте) — кубинский борец греко-римского стиля, чемпион Панамериканских чемпионатов и Панамериканских игр, призёр чемпионатов мира, обладатель и призёр розыгрышей Кубка мира, призёр трёх Олимпиад, участник четырёх Олимпиад. Тренер.

## Карьера
Выступал в полулёгкой, лёгкой и полусредней весовых категориях. Победитель Панамериканских чемпионатов 1984, 1991—1994, 1997—1998 и 2000—2002 годов. Чемпион Панамериканских игр 1991, 1995, 1999 и 2003 годов. Бронзовый призёр чемпионатов мира 1991 и 1993 годов. Победитель (1992, 1995) и бронзовый призёр (1996) Кубка мира.
На летних Олимпийских играх 1992  года в Барселоне Марен проиграл в первой схватке турку Мехмету Пириму, но затем победил представителя Чехословакии Индрича Ваврлу, грека Константиноса Аркудеаса, болгарина Станислава Григорова, венгра Енё Боди и вышел в финальную часть соревнований. Здесь кубинец победил поляка Влодзимежа Завадского и завоевал олимпийскую бронзу.
На следующей Олимпиаде в Атланте Марен победил иранца Ахада Пацая, россиянина Сергея Мартынова, болгарина Ивана Иванова, но в схватке за золото Олимпиады уступил поверженному им на прошлой Олимпиаде поляку Влодзимежу Завадскому и стал серебряным призёром.
На Олимпиаде 2000 года в Сиднее Марен победил индуса Сингха Гурбиндера, представителя Казахстана Мхитара Манукяна, алжирца Яссина Джакрира, швейцарца Беата Мотцера. В финале соревнований кубинец проиграл россиянину Вартересу Самургашеву и завоевал второе олимпийское серебро.
На Олимпиаде 2004 года в Афинах Марен победил поляка Рышарда Вольны, но уступил азербайджанцу Фариду Мансурову и выбыл из борьбы за медали, заняв в итоге 13-е место.